# 現代主義

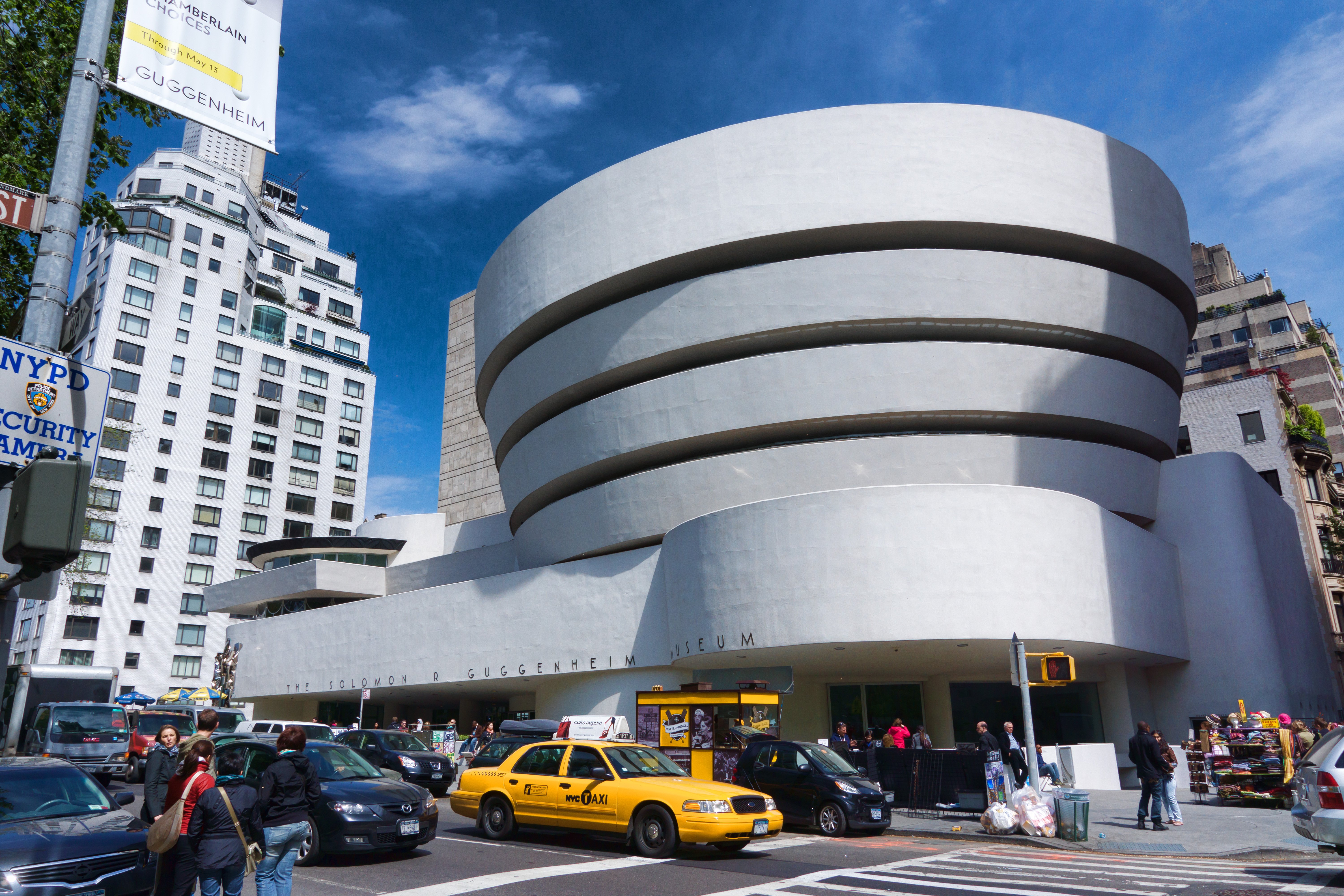
紐約古根漢，現代主義代表性建築之一

現代主義，指的是在1910年代至1930年代歐美世界的一種文化風格，以簡單明了、一望便知為特點。典型的現代主義作品會目的明確，且不會產生歧義，還會搭配簡短的文字，直接寫明該作品的功能。該風格上接新藝術風格，下接後現代主義。

## 定義
關於定義，一種說法是將20世紀的藝術風格分為“現代時期”與“後現代時期”，現代與後現代是兩個不同的風格；而另一種說法是將“現代、後現代”都歸類為“現代主義”，後現代主義是在現代主義下面的一個分支。
本文以前者的定義為主，其範圍是從19世紀末期到20世紀初期，有關“後現代主義”的部份請直接參見該條目。

## 特點
現代主義運動興起於19世紀末期，現代主義相信那些「傳統」形式的藝術、文學、社會組織和日常生活型態都已經過時，因此有必要將這些過時的東西全部掃除，並且重新創造一種新的文化。
在表面上，現代主義風格的藝術恰逢達爾文發表進化論的第100年，歐洲人開始視自己為一個智商較高的動物；而弗洛伊德對心理學的研究也有了50年，歐洲人在此時已不再視自己為上帝的選民，這些都為現代主義的“科學性、目的性”奠定了理论基礎。
在本質上，現代主義運動的支持者認為20世紀是人類歷史中最嶄新的一刻，此時的世界已經沒有什麼東西是“永恆的”或“內在神秘的”了。人類可以通過義務教育，簡單的理解地球自然所運行的法則，因此人民群眾必須拋棄他們舊有的世界觀，適應隨時在更迭換代的新世界。
現代主義鼓勵人們去重新檢視商業活動到哲學領域的一切既存事物，把它們的每一個面向都進行收集、分類、條列化，並合併成冊，找出在裏面有什麼東西是在「阻礙」進步，並且將那些東西通通剔除。同時，也鼓勵人們將自己的創意加入，讓舊有的東西更有效率，讓操作簡易化、用語統一化。
此外，現代主義藝術也除中世紀的宗教藝術之外，西方文化界第二次進入那種“有明確導向的藝術模式”，在後現代主義興起後，西方就再無一個統一的藝術風潮，變為百花齊放。
現代主義的作品主要集中在建築領域，以美國、德國、義大利、俄羅斯、日本和中國所建造的現代主義建築為最多，這些建築作品多半會和民主主義、法西斯主義、共產主義等意識形態掛鉤。

## 歷史

### 現代主義先驅
19世紀前半的歐洲發生了一連串的戰爭與革命，造成了一些思潮的形成，現在我們稱之為浪漫主義。浪漫主義重視個人主體經驗、崇尚「自然」的標準藝術主題、革命性與激進的表現方式、以及個人自由。不過到了19世紀中期，出現了一個這些思想的综合體，相信是那些「真實的」東西支配了主體經驗。這種思想可以從俾斯麥的現實政治和哲學理念「實證主義」中，以及後來被稱為「維多利亞時期」中的文化準則裡找到。

### 現代主義的開始：1870年—1914年
起初的现代主义可以说是一种对于传统的摒弃，转而尝试用一种基于现代的观念和技术，用一种崭新的视角去思考问题。因此，古斯塔夫·霍爾斯特自认为他是「现代的」作曲家，福楼拜曾经说过著名的「拥有完全现代的品味是至关重要的」。印象主义运动把摒除传统看作是最重要的变革之一，现在看起来，这其实就是一种现代主义运动。在文学上来说，象征主义者的变革极大地影响了现代主义的发展，最主要就是因为它对于感觉、感受的重视。在哲学方面，尼采和弗洛伊德等对于传统的毁坏为这个变革的更进一步提供了重要的支撑：从基本原理出发，放弃原有的定义和系统。这一波变革基本上来说停留在19世纪的标准规范里面，参与者经常认为自己是改革家而非革命家。
从十九世纪九十年代开始，随着改革的进一步推进，有一股思想开始认为应该把之前的标准规范完全放到一边去。变化应该更加彻底，而不仅仅是只是按照当代的技术去校订和修改过去的知识。与艺术上的这种变革相对应的有物理学上关于相对论的发展；内燃機和工业化的不断结合；社会科学被应用在公共决策中。在二十世纪的前十五年中，一系列的作家、思想家和艺术家摈弃了传统的方法来进行文学、绘画、音乐等的创作，同样，相同的做法在其他的领域里也是随处可见。选择这种做法的人认为，如果实际事物的本身就具有可疑性的话，那么用来限制人们处理这些事物的条条框框也就失去了它的意义。所以在艺术上也一样，必须要有本质上的激进的改变。

### 現代主義的全盛時期：1910年—1930年
此時代的生產模式符合現代主義講求的理性與最大功利性的目標。強調以標準、可預測、可計量、效率的生產理念。
二十世紀初，亨利福特發明了世界上第一個配裝生產線，讓企業家足以實現以縮減大量成本卻又可以大量生產的機會。福特的生產線邏輯立刻被其他產業廣泛使用，揭開美國20世紀初的經濟繁榮時期。生產線雖然達成了企業家的願望，但由於生產線是透過各個結點單一專業生產，再經由運輸連帶組裝的方式，造成工人產生無聊與厭倦，隨之產生心理異化的效果。
1917年，俄羅斯帝國發生了布爾什維克革命，退出了第一次大戰。馬克思主義的兴起引致苏俄成為歷史上第一個社会主义國家，藉由人民公社和集體利益性的方式管理人民，同時传播人民為國護國的愛國思想，樹立起統治者的雕像與形象符號。這點符合現代主義性質的集體主義。韋伯依據社會行動的理想類型之理念，認為理性化固然可以使人類達到最大生產利益，同時達成世界的「除魅」；但是韋伯認為，集體功利主義的理性化與科層制會使得世界成為人類冰冷冷的「鐵籠」。
1929年發生經濟大恐慌，顛覆了古典經濟學，賽伊所認為供給創造需求的理念。這是因為有效需求趕不上大量生產的緣故。換句說，這是有效投資比不上實質利潤而引發的經濟蕭條，間接影響了現代主義的意識形態。

### 第二代現代主義：1930年—1945年

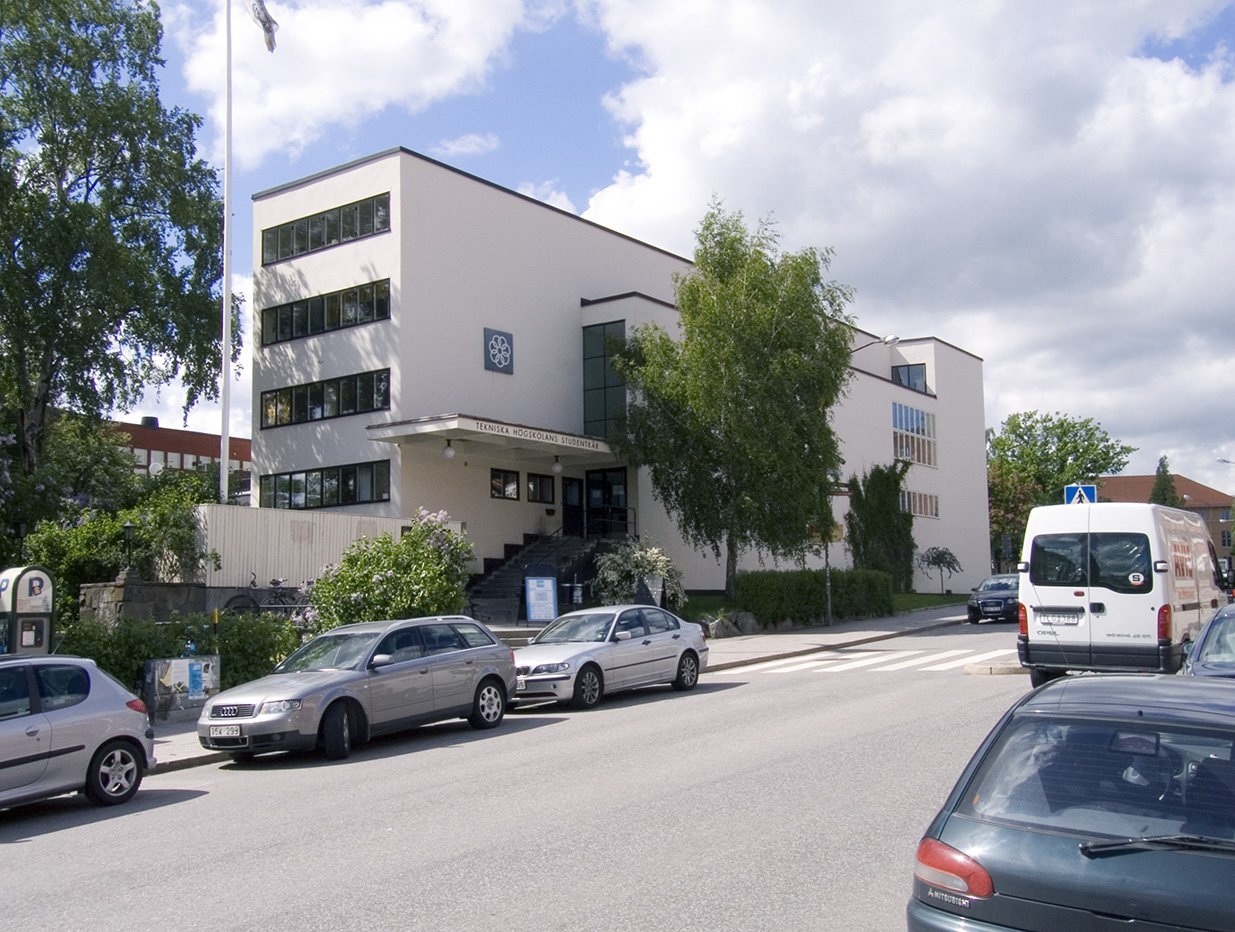
典型的现代主义建筑：平屋顶，简单粉刷的外墙，水平条窗，没有多余的装饰

第二次現代主義，通常是指國家統治者透過集體利益性的方式，達到社會目標的實現。比起第一時期的現代主義，更講求權威階級對權力上，利用各種工具與手段使得人民除了為現有體系辯護的情況之外，更是遵從“領袖崇拜”的意味存在。此時代的統治者透過民族與擴張國家思想的結合，達到入侵他國與控制人民為手段。
換句話說，這是一種「為了保衛國家、更是保衛與擴張民族」的動盪時期，其中又以法西斯主義、納粹主義和共產主義的美學風格最為突出。

#### 德國
1933年，威瑪共和國開始名存實亡。工人社會黨（納粹）上台，希特勒透過人民選舉的方式成為德國總理。
希特勒以令人讚嘆的演說獲得廣泛人民的支持，同時有效利用了當時的電視與大眾傳媒的方式，時刻對德國人民灌輸亞利安人主義與日耳曼優越等思想，藉此達到控制人民與建立起民族共同體的意識型態。同時刻，德國經濟工業實力也大大增加。
歐威爾在1984一書裡的真理部是從納粹的文宣部獲取靈感的。

#### 美國執行新政
在美國，小羅斯福為了解決經濟大恐慌遺留的高失業率爛攤子，遵循凱因斯的總體經濟學之理念展開一連串的新政計畫。
這是美國政府藉由大量支出國家財政換取經濟增长和降低人民失業率的政策。此時期的美國偏向社會主義的型態，符合現代主義追求功能性和集體性。

#### 蘇联
1934年，史達林在蘇联展開一連串的思想大清洗，創立了史達林主義並將伏爾加格勒改名為史達林格勒，也豎立起許多標雕像（最後這些雕像在20世紀末紛紛被推倒）強化自身統治的權力使得人民得以遵從國家與領袖崇拜。

#### 日本
在日本，19世紀末的明治維新使得日本成為亞洲第一個現代化國家，日本天皇重掌實權，並透過神格化和領袖魅力的意識形態，使日本人民開始萌生大東亞帝國的擴張思想。在1905年，日本大敗俄國，更加深了日本開始走向帝國的理念。

#### 第二次世界大戰
1939年，納粹德國入侵波蘭，第二次世界大戰開始。
各國基於保守主義的保守意識，而採取種族主義，展開慕尼黑會議，犧牲捷克的權利，希望可藉此平息德國的擴張心態。
之後納粹德國與蘇俄簽訂蘇德互不侵犯條約後，在西方戰線展開令人快速的閃電戰，在1940年佔領巴黎征服法國，並在法國南方創立傀儡維希政府。
美國基於孤立主義，不參與歐洲戰場，直到發生珍珠港事變之後，同意加入盟軍，並在1944年6月6號，在艾森豪將軍的指揮下，從諾曼第登陸的方式解放法國。
納粹德國受到東西方戰線的夾擊，只在一年之內迅速被打敗撤退。
1945年，希特勒自殺，德國被劃分東西德。同年8月15日，美國在廣島與長崎投擲兩顆原子彈，日本無條件投降。
第二次世界大戰是國家遵從感性化反而造成失控的結果。從剛開始各國的保守主義與民族擴張，領袖崇拜等可看出端倪，都是基於集體性利益與自身優越感所導致的悲劇。

### 現代主義的目標

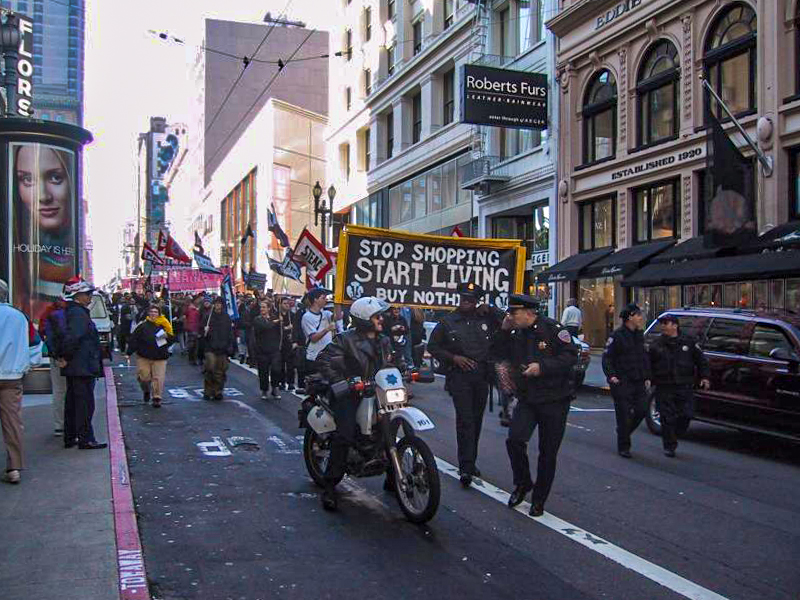
2001年11月美國舊金山的不消費日遊行示威。

很多現代主義者認為，透過拒絕傳統，他們可以從根本上發現新的方法去創造藝術。
其他現代主義者，特別是那些從事設計的人，具有更實用主義的觀點。現代主義建築師和設計師相信新技術使得舊的建築風格已毫無用處。勒·柯布西耶認為建築的作用應該是「為居住而準備的機器」，就像汽車是旅行的機器。正如汽車取代了馬，現代主義設計師應該拒絕從古希臘和中世紀繼承下來的舊風格、舊結構。從機器審美出發，現代主義設計師普遍拒絕在設計中採取裝飾性的圖形，轉而強調使用的材料和純粹的幾何形式。比如位于紐約，由密斯·凡·德羅和菲力普·強生共同設計的西格拉姆大廈（1956-1958）就成為了現代主義建築的原型。現代主義房屋、家具設計也普遍強調簡單、形式上的簡潔和开放式空间的內部，同時減少混亂（absence of clutter）。現代主義顛覆了十九世紀公共和私人之間的關係：十九世紀，由於多種原因，公共建築向水平方向伸展，而私人建築強調垂直性——以便在有限土地上容納更多的私人空間。然而在二十世紀，公共建築通常垂直延伸，而私人建築反而向水平方向延伸了。當代主流建築仍然保留著現代主義設計的許多方面，儘管以前的許多成規已經讓位于更加隨興的裝飾、復古和空間的戲劇感。
這樣的實用主義在其他的藝術中並沒有這麼重要。文學和視覺藝術中有些現代主義者挑戰觀眾的期待，以使他們的藝術更加鮮明或迫使觀眾讀者努力質疑他們的預想。現代主義的這個方面通常是對於十九世紀發展於歐美的消費文化的反應。制造商通過偏好和偏見進行銷售，而high modernists拒絕這樣的消費主義態度，以此瓦解常規的思維。藝術評論家克莱门特·格林伯格在他的文章《前卫与媚俗》中闡述了此理論。格林伯格將消費文化的產品稱為「媚俗」（kitsch），因為他們的設計只是一味追求最大化的吸引力，因而放棄了需要技巧的特徵（difficult features）。對於格林伯格而言，現代主義是針對現代消費文化的商業流行音樂，好萊塢和廣告的反作用力。格林伯格將其與革命性的對資本主義的反對聯繫了起來。
一些現代主義者確實將自己視為某種革命文化——結合了政治革命的一部分。其他人不僅拒絕常規政治和藝術，更認為意識上的革命比政治結構上的更重要。許多現代主義者視自己為非政治的。事實上也有觀點認為文學和藝術中的現代主義起到了排斥精英的通俗文化的作用。

## 加泰隆尼亞的現代主義
西班牙的加泰隆尼亚現代主義（Catalan Modernism）起源於新藝術運動，但獨具特色，當時在英國被稱為“Modern style”或“Liberty”，在德國被稱為“Jugendstil”。

## 外部連結
- 加泰隆尼亞現代主義 (Modernismo catalán / Catalan Modernisme) （页面存档备份，存于） - 由巴塞隆納的中文官方導遊王儷瑾（維基百科帳戶Nevah）發表的文章
- Minneapolis Institute of Arts - Modernist collection - A gallery of exhibits from modernist movements in the visual arts. Features a timeline, quotes, and links to publications for suggested reading.
- An essay on Modernism （页面存档备份，存于） by Christopher L. C. E. Witcombe, Professor of Art History at Sweet Briar College, Virginia.
- An introduction to Modernism in Literature （页面存档备份，存于） with a focus on poetry.
- Literary definition of Modernism from the Guide to Literary Terms by Jack Lynch, Professor of English at Rutgers University.
- Definition of Modernism from The Concise Oxford Dictionary of Literary Terms
- The Culture of Modernism by Göran Sonesson, Professor of Semiotics at Lund University, Sweden.